# Триада Макдональда
«Триа́да Макдо́нальда» — сформулированный Джоном Макдональдом в 1963 году в статье «Угроза убийства» (англ. The threat to kill) набор из трёх поведенческих характеристик — зоосадизм, пиромания и энурез, который он связал с предрасположенностью к совершению особо жестоких преступлений.
В своей работе Макдональд исследовал 100 пациентов, которые угрожали убийством (двое из них позднее реализовали свои угрозы); из них 48 имели психопатологии. Он обнаружил, что в детстве многие пациенты с садистскими наклонностями регулярно мучили животных, устраивали поджоги и мочились в постель после пяти лет.
Более поздние исследования не обнаружили прямой статистической связи между этой триадой и жестокими преступлениями, однако многие серийные убийцы имели признаки соответствующего поведения.

## Механизм явления
Такое неадекватное детское поведение часто бывает результатом нарушения развития механизмов приспособления к стрессовым нагрузкам. В настоящий момент триада не считается предиктором криминального поведения, но является индикатором того, что ребёнок подвергается существенному стрессу. Не все дети, имеющие проблемы с приспособлением к стрессу, становятся серийными убийцами, но наблюдается определённая корреляция. Таким образом, триада Макдональда может служить индикатором необходимости помощи ребёнку с такими проблемами.
После триады Макдональда были разработаны более точные модели: мотивационная модель убийств на сексуальной почве (англ. Motivational Model of Sexual Homicide, 1986 год) и модель травматического регулирования (англ. Trauma-Control Model, 2002).

## Зоосадизм
Жестокое обращение с животными является наиболее исследованным из трёх факторов. Жестокость к животным является способом дать выход отчаянию и злобе. Будущие серийные убийцы, будучи не в силах отомстить тем, кто их унизил, расправляются с невинными и беззащитными.
Исследование Райта и Хенсли показало, что обычно впоследствии они убивают людей теми же способами, какими в детстве убивали животных.

## Пиромания
Совершение поджогов является менее серьёзным способом дать выход отчаянию и злобе, чем мучение животных, и также является откликом на унижение.

## Энурез
Исследования не выявили прямой связи между энурезом и совершением серийных убийств. Однако он часто является предвестником поджогов и издевательств над животными, так как может являться источником унижения. Данное заболевание и в особенности неадекватная реакция родителей способны вызвать у человека психологическую травму, память о которой способна привести в будущем к желанию отмщения за свои обиды. В частности, энурезом страдал Андрей Чикатило, за что постоянно подвергался избиениям со стороны матери.